# Itu Challenger
L'Itu Challenger è stato un torneo professionistico di tennis giocato su campi in cemento. Faceva parte dell'ATP Challenger Series. Si giocava annualmente ad Itu in Brasile.

## Albo d'oro

### Singolare
| Anno | Campione          | Finalista       | Punteggio     |
| ---- | ----------------- | --------------- | ------------- |
| 1988 | Mauro Menezes     | Cássio Motta    | 7–5, 6–7, 6–4 |
| 1989 | Martin Laurendeau | Dácio Campos    | 7–6, 6–3      |
| 1990 | Non disputato     | Non disputato   | Non disputato |
| 1991 | Libor Němeček     | Bertrand Madsen | 5–7, 6–4, 6–3 |
| 1992 | Robbie Weiss      | Roger Smith     | 3–6, 6–3, 6–4 |

### Doppio
| Anno | Campioni                         | Finalisti                   | Punteggio     |
| ---- | -------------------------------- | --------------------------- | ------------- |
| 1988 | Marcos Hocevar Alexandre Hocevar | Ivan Kley Fernando Roese    | 6–4, 6–7, 6–4 |
| 1989 | Kent Kinnear David Wheaton       | Nelson Aerts Marcos Hocevar | 6–3, 6–4      |
| 1990 | Non disputato                    | Non disputato               | Non disputato |
| 1991 | Ricardo Acioly Mauro Menezes     | José Daher Eduardo Furusho  | 7–6, 6–3      |
| 1992 | Grant Stafford Kevin Ullyett     | Bertrand Madsen Todd Nelson | 6–1, 6–3      |